# Eugene Kaspersky
Eugene Valentinovitch Kaspersky (em russo:  Евгений Валентинович Касперский; Novorossiysk, União Soviética, 4 de outubro de 1965), é um especialista russo em cibersegurança e CEO da Kaspersky, uma empresa de segurança de tecnologia da informação (TI) com 4 mil funcionários. Foi co-fundador da Kaspersky Lab em 1997 e ajudou a identificar casos de ciberguerra patrocinada pelo governo como chefe de pesquisa. Tem defendido um tratado internacional que proíbe a guerra cibernética.
Kaspersky se formou na Faculdade Técnica da Escola Superior da KGB em 1987 com um diploma em engenharia matemática e tecnologia da computação. Seu interesse em segurança de TI começou quando seu computador de trabalho foi infectado com o vírus Cascade em 1989 e ele desenvolveu um programa para removê-lo. Ajudou a desenvolver a Kaspersky Lab por meio de pesquisas de segurança e vendas. Kaspersky se tornou o CEO em 2007 e permanece no cargo atualmente.

## Início da vida
Kaspersky nasceu em 4 de outubro de 1965, em Novorossisk na Rússia Soviética. Ele cresceu perto de Moscou, para onde se mudou aos nove anos. Seu pai era engenheiro e sua mãe uma arquivista histórica. Quando criança desenvolveu um interesse precoce por matemática e tecnologia. Com isso passava seu tempo livre lendo livros de matemática e ganhou o segundo lugar em uma competição de matemática aos 14 anos. Quando tinha quatorze anos, Kaspersky começou a frequentar o internato A. N. Kolmogorov, administrado pela Universidade de Moscou, especializado em matemática. Ele também era membro da divisão juvenil do Partido Comunista da União Soviética.
Aos 16 anos, Kaspersky entrou em um programa de cinco anos com a Faculdade Técnica da Escola Superior da KGB, que preparou oficiais de inteligência para os militares russos e para a KGB. Formou-se em 1987 em engenharia matemática e tecnologia da computação. Após se formar na faculdade, serviu ao serviço de inteligência militar soviético como engenheiro de software. Kaspersky conheceu sua primeira esposa Natalia Kaspersky em Severskoe, um resort de férias da KGB, em 1987.

## Kaspersky Lab

### Origens

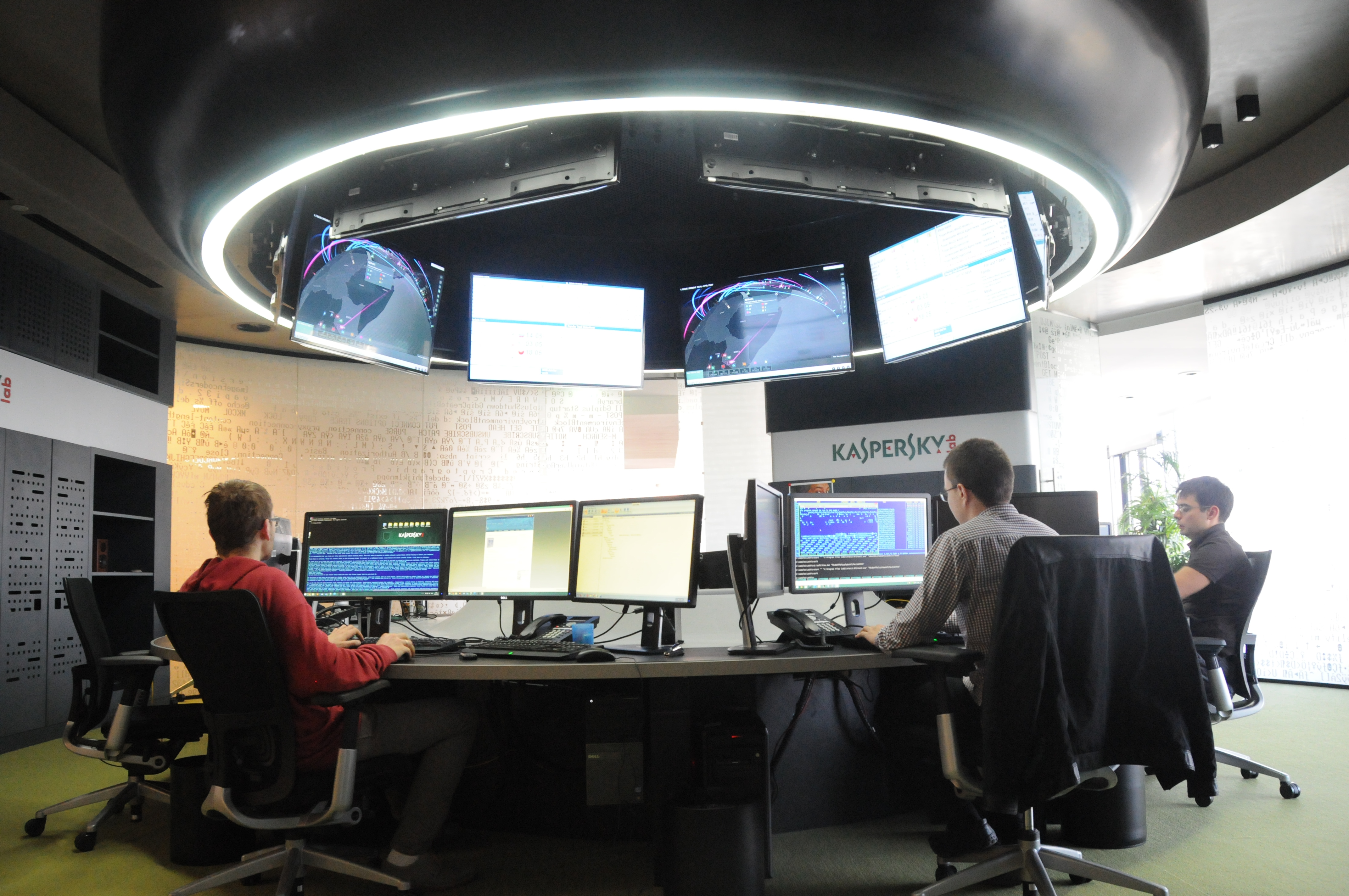
Central da empresa Kaspersky.

O interesse de Kaspersky pela segurança de tecnologia da informação (TI) começou em 1989, quando seu PC foi infectado pelo vírus Cascade, enquanto trabalhava para o Ministério da Defesa. Estudou como o vírus funcionava e desenvolveu um programa para removê-lo. Depois disso, continuamente encontrou novos vírus e desenvolveu software para removê-los, como um hobby. No início, o software antivírus de Kaspersky tinha apenas 40 definições de vírus e era distribuído principalmente para amigos.
Em 1991, Kaspersky foi liberado antecipadamente do seu serviço militar e deixou o Ministério da Defesa para trabalhar no Centro de Tecnologia da Informação de uma empresa privada KAMI, a fim de trabalhar em seu produto antivírus em tempo integral. Lá, ele e seus colegas melhoraram o software e o lançaram como um produto denominado Antiviral Toolkit Pro em 1992. No início, o software era adquirido por cerca de dez clientes por mês. Ganhou cerca de 100 dólares por mês, principalmente de empresas na Ucrânia e na Rússia. A então futura esposa de Kaspersky, Natalia Kaspersky, tornou-se sua colega de trabalho na KAMI.
Em 1994, a Universidade de Hamburgo, na Alemanha, deu ao software de Kaspersky o primeiro lugar em uma análise competitiva de software antivírus. Isso levou a mais negócios para Kaspersky de empresas europeias e americanas. A Kaspersky Lab foi fundada três anos depois por Kaspersky, sua esposa e amigo de Kaspersky, Alexey De-Monderik. Natalya, que pressionou Eugene para iniciar a empresa, era a CEO, enquanto Eugene era o chefe de pesquisa. No ano seguinte, o vírus CIH (também conhecido como vírus Chernobyl) benefíciou os produtos de antivírus da Kaspersky, que Kaspersky disse ser o único software na época que poderia limpar o vírus. Conforme a Wired, "seu software era avançado para a época". Por exemplo, foi o primeiro software a monitorar vírus em uma quarentena isolada.
A empresa de Kaspersky cresceu rapidamente no final dos anos 1990. De 1998 a 2000, a sua receita anual cresceu 280% e em 2000 quase 60% das receitas eram internacionais. Em 2000, tinha uma equipe de 65 pessoas, começando com 13 em 1997. O produto antivírus foi renomeado para Kaspersky Antivirus em 2000, depois que uma empresa americana começou a usar o nome original do produto, que não era registrado.

### Descobertas de ameaças
Como chefe de pesquisa, Kaspersky escreveu artigos sobre vírus e foi a conferências para promover o software. Era frequentemente citado na imprensa de tecnologia como um especialista em antivírus. Ajudou a estabelecer a Global Research and Expert Analysis Team (GRaAT) da empresa, que ajuda empresas e governos a investigar ameaças à segurança de TI. Inicialmente, Kaspersky disse a sua equipe para não discutir o terrorismo cibernético publicamente, para evitar dar ideias aos governos sobre como sabotar os seus oponentes políticos. Depois que o filme americano Live Free or Die Hard (também conhecido como Die Hard 4.0) (2007) foi lançado, Kaspersky disse que a ideia agora era pública. Ele contratou o pesquisador que identificou o worm Stuxnet, que se acredita ser a primeira instância de arma cibernética patrocinada pelo estado. Posteriormente, a empresa expôs o vírus Flame a pedido da União Internacional de Telecomunicações. Acredita-se que o vírus tenha sido usado para ciberespionagem em países do Oriente Médio.
A Kaspersky Lab desenvolveu uma reputação por descobrir ameaças de segurança cibernética. Em 2015, Kaspersky e a Kaspersky Lab descobriram um grupo de hackers conhecido como Carbanak que roubava dinheiro de bancos. Eles também expuseram o Equation Group, que desenvolveu spyware avançado para monitorar o uso do computador e que se acreditava ser afiliado à Agência de Segurança Nacional dos Estados Unidos. Conforme o The Economist, foram essas descobertas, a "habilidade de vendas implacável" de Kaspersky e o produto antivírus da empresa que tornaram a Kaspersky Lab incomum como uma empresa russa reconhecida internacionalmente.

### CEO

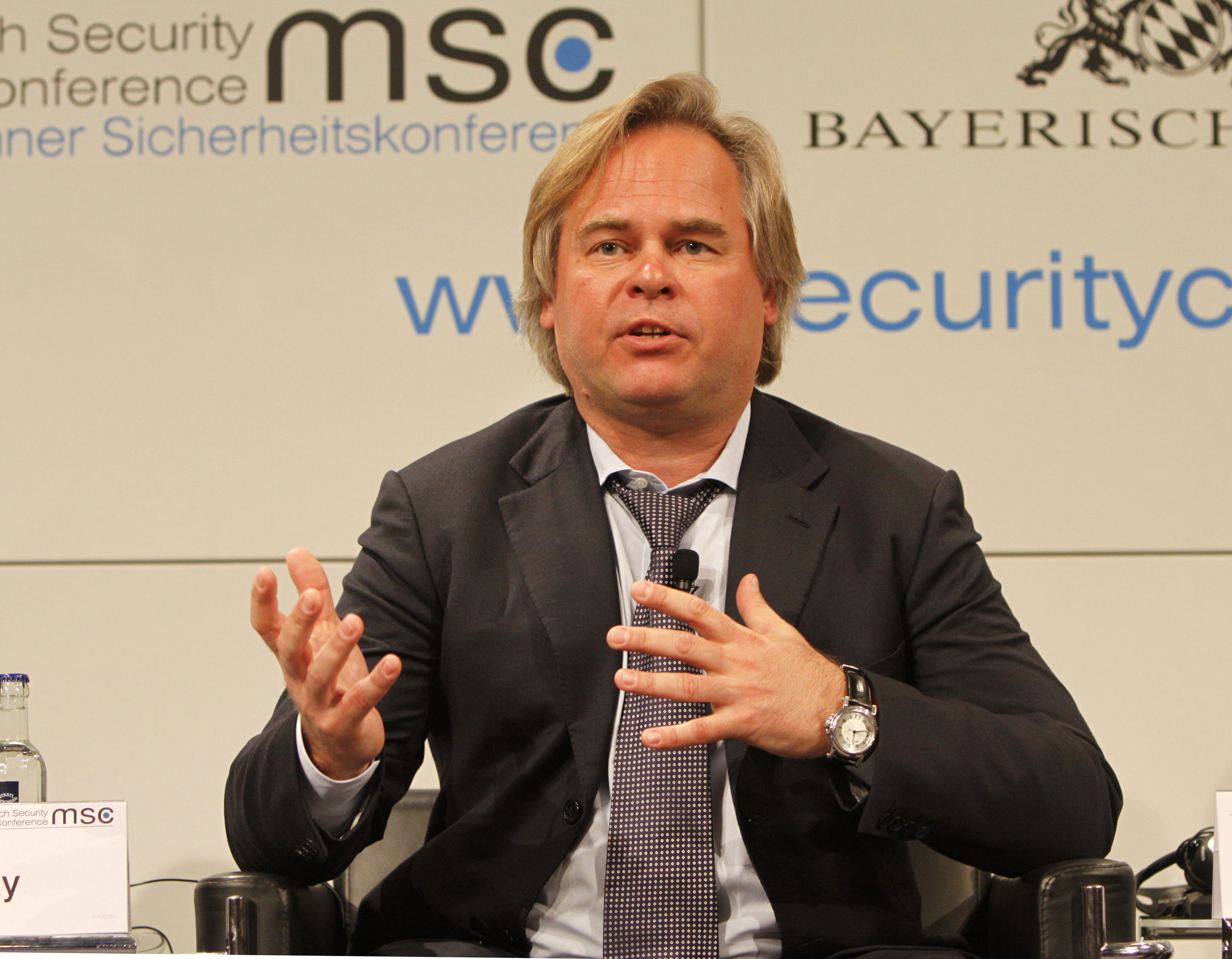
Kaspersky em Conferência de Segurança de Munique de 2012.

Kaspersky tornou-se CEO da Kaspersky Lab em 2007. No início de 2009, CRN disse que a sua personalidade contribuiu para o crescimento da empresa de "relativa obscuridade para agora estar atrás dos seus rivais maiores e mais conhecidos". Na época, a Kaspersky Lab era a quarta maior empresa de segurança de endpoint. Ela introduziu novos produtos para o mercado corporativo e expandiu os seus programas de canal.
Em 2011, Kaspersky decidiu não abrir o capital da empresa, dizendo que isso tornaria o processo de tomada de decisão lento e impediria investimentos de P&D de longo prazo. Isso levou a uma série de afastamentos do pessoal do alto escalão da empresa, incluindo a sua ex-esposa e co-fundador. Outra série de desligamentos ocorreu em 2014 devido a divergências sobre como administrar a empresa.
A Kaspersky Lab se defendeu contra reivindicações de patentes supostamente frívolas de forma mais agressiva do que a maioria das empresas de TI. Em 2012, foi a única das 35 empresas indicadas em uma ação do troll de patentes de Proteção e Autenticação de Informações (IPAC) a levar o caso ao tribunal, em vez de pagar uma taxa. O caso foi decidido em favor de Kaspersky. Também em 2012, outra empresa, a Lodsys processou a Kaspersky e 54 outras empresas por violação de patente, e esse caso também resultou na desistência do requerente contra Kaspersky. De acordo com um artigo da TechWorld, a aversão da empresa em resolver essas reivindicações é mais provável porque Eugene "simplesmente odeia" trolls de patentes. Em seu blog, ele os chamou de "parasitas" e "extorsionários de TI".
O próprio Kaspersky é coautor de várias patentes, incluindo uma para um sistema de segurança baseado em restrições e atributos para controlar a interação de componentes de software.
Em 2012, Kaspersky estava trabalhando no desenvolvimento de software para proteger a infraestrutura crítica, como usinas de energia, da guerra cibernética.
Em 2015, a Kaspersky Lab empregava mais de 2.800 pessoas.

## Vigilância

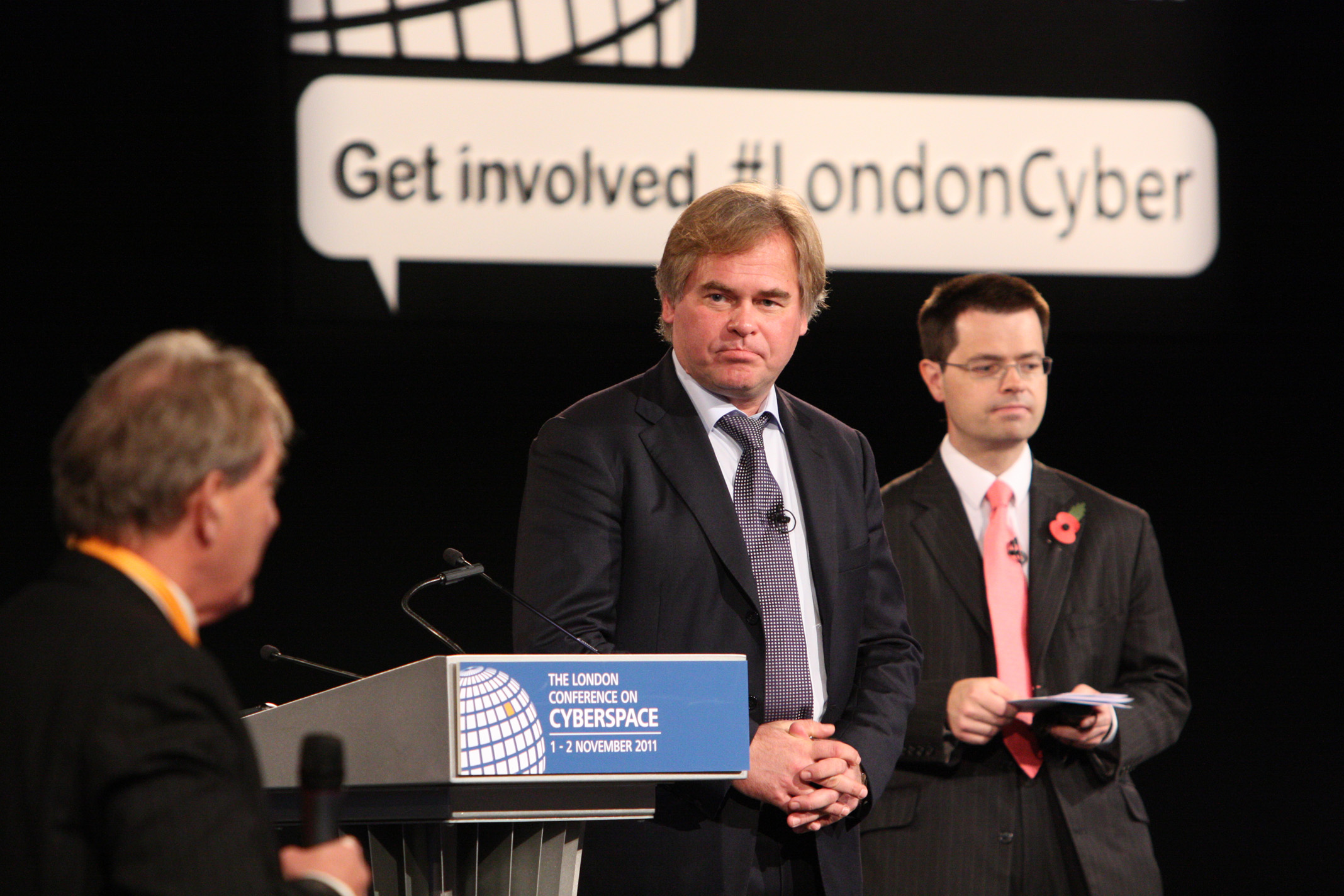
Kaspersky em 2011, durante conferência de Londres sobre o ciberespaço.

Kaspersky é influente entre políticos e especialistas em segurança. Alertou sobre a possibilidade de uma guerra cibernética que tenha como alvo a infraestrutura crítica. Em conferências, tem defendido um tratado internacional de guerra cibernética, que proibiria ataques cibernéticos patrocinados pelo governo.
Após o ataque ao Stuxnet, Kaspersky propôs que a internet precisava de mais regulamentação e policiamento. Uma ideia era ter algumas partes da Internet anônimas, enquanto áreas mais seguras requerem a identificação do usuário. Ele argumentou que o anonimato beneficia principalmente os cibercriminosos e hackers. Por exemplo, o acesso a uma rede de usina nuclear pode exigir uma identidade verificada por meio de um passaporte digital.
Kaspersky disse que o anonimato na Internet pode ser protegido por meio de um proxy, por meio do qual um órgão internacional responsável mantém um registro de quais identidades online correspondem a quais identidades do mundo real. Por exemplo, a identidade de uma pessoa seria revelada em casos de atividade maliciosa. Alguns especialistas em segurança acreditam que um banco de dados centralizado das identidades do mundo real dos usuários da Internet seria "um desastre de privacidade e um alvo altamente atraente para ladrões". The Age disse que "soa muito parecido com um cenário do Big Brother" e a Wired disse que as opiniões de Kaspersky estavam altamente alinhadas com a agenda do governo russo.
Muitas organizações têm considerado reduzir a privacidade para melhorar a segurança como resultado dos argumentos de Kaspersky. Em uma entrevista mais recente ao Slashdot, Kaspersky disse que a internet deveria ser dividida em três zonas: uma zona vermelha para votação, banco online e outras "transações críticas" que exigiriam um ID da Internet; uma zona cinza que pode exigir apenas verificação de idade para acessar o site, mas não de identidade; e uma zona verde para blogs, notícias e "tudo relacionado à sua liberdade de expressão". Ele propõe "proxies especiais" para sites da zona vermelha que permitem a divulgação da identidade do usuário apenas no caso de suspeita de fraude.

## Controvérsias

### Supostas afiliações com a inteligência russa
O trabalho anterior de Kaspersky para os militares russos e sua educação em uma faculdade técnica patrocinada pela KGB gerou polêmica sobre se ele usa sua posição para promover os interesses do governo russo e os esforços de inteligência. De acordo com Kaspersky, as alegações de conexões suspeitas com agências russas começaram depois que conseguiu os seus primeiros clientes na América. Em grande parte da sua vida profissional, tenta fazer com que governos e organizações confiem nele e em seu software, apesar das alegações.
A Wired disse que os críticos de Kaspersky o acusam de usar a empresa para espionar usuários para a inteligência russa. As empresas de telecomunicação russas, por exemplo, são obrigadas pela lei federal a cooperar com as operações militares e de espionagem do governo, se solicitadas. Kaspersky disse que sua empresa nunca foi solicitada a adulterar o software de espionagem e chamou as acusações de "paranoia da guerra fria". De acordo com a Wired, funcionários da Kaspersky demonstram de forma "não convincente" que espionar usuários prejudicaria seus negócios e que esse relacionamento com o FSB russo, o sucessor do KGB, é limitado. De acordo com o Gartner, "Não há evidências de que eles tenham alguma porta dos fundos em seu software ou qualquer ligação com a máfia ou estado russo... mas ainda há uma preocupação de que você não possa operar na Rússia sem ser controlado pelo partido no poder". A Computing zombou de algumas das acusações mais extremas de espionagem, mas disse que seria improvável que uma empresa russa crescesse até o tamanho da Kaspersky Lab sem relacionamentos dentro do governo. Jornalistas da NPR também disseram que era improvável que a Kaspersky estivesse usando seu software para espionagem, porque seria arriscado para os negócios da empresa, mas disse que Kaspersky mostrou um desinteresse incomum no cibercrime originado da Rússia.
Em agosto de 2015, a Bloomberg relatou que a Kaspersky Lab mudou de rumo em 2012. De acordo com a publicação, "gerentes de alto nível saíram ou foram demitidos, os seus empregos muitas vezes preenchidos por pessoas com laços mais estreitos com os militares ou serviços de inteligência da Rússia. Algumas dessas pessoas auxiliam ativamente as investigações criminais pelo FSB usando dados de alguns dos 400 milhões de clientes". Bloomberg e The New York Times também disseram que Kaspersky foi menos agressivo na identificação de ciberataques originados da Rússia do que de outros países, alegações que Kaspersky refuta. Por exemplo, supostamente ignorou ou minimizou uma série de ataques de negação de serviço em dezembro de 2011, que foram feitos para interromper a discussão online que criticava os políticos russos. Kaspersky também supostamente ignorou um spyware criado na Rússia, chamado Sofacy, que se acredita ter sido usado pela Rússia contra a OTAN e a Europa Oriental. Por outro lado, Kaspersky também publicou informações sobre os ataques cibernéticos do Crouching Yeti na Rússia dois dias antes da Bloomberg acusá-lo de ignorar os ataques cibernéticos na Rússia. Na época, a empresa havia publicado onze relatórios sobre programas russos maliciosos. O concorrente FireEye disse que é estranho, mesmo nos Estados Unidos, investigar crimes cibernéticos perpetrados pelo próprio governo.
Um artigo de março de 2015 na Bloomberg disse que um número crescente de funcionários executivos da Kaspersky Lab trabalhou anteriormente para militares russos e agências de inteligência. De acordo com o News & Observer, Kaspersky "publicou uma resposta gigantesca, derrubando as acusações da Bloomberg e acusando-os de jogar fatos pela janela em prol de uma narrativa antirrussa picante". O concorrente FireEye disse que muitas empresas de TI dos Estados Unidos também têm executivos que anteriormente trabalharam para agências militares e de inteligência do governo. A NPR relatou que Kaspersky tem feito cada vez mais negócios com agências russas de segurança cibernética para capturar cibercriminosos. Kaspersky confirmou que as agências russas estão entre os seus clientes governamentais.
Em maio de 2017, as alegações voltaram à tona quando o diretor da Agência de Segurança Nacional dos Estados Unidos (NSA), Mike Rogers, disse a um comitê de inteligência do Senado dos Estados Unidos que a NSA estava revisando o uso do software Kaspersky pelo governo dos Estados Unidos por temer que permitiria aos serviços de inteligência russos realizar operações de espionagem ou lançar ataques cibernéticos contra a infraestrutura digital americana. A ABC relatou que o Departamento de Segurança Interna emitiu um relatório secreto em fevereiro sobre possíveis conexões entre a Kaspersky Lab e a inteligência russa, e que o FBI estava investigando o assunto. De acordo com o diretor da Defense Intelligence Agency (DIA), Vincent Stewart, sua agência está "rastreando Kaspersky e seu software". Em um comunicado à imprensa, Eugene Kaspersky negou que seu software seja ou possa ser usado para tais fins, afirmando que "como uma empresa privada, a Kaspersky Lab não tem laços com nenhum governo, e a empresa nunca ajudou, nem ajudará, nenhum governo do mundo com os seus esforços de espionagem cibernética". Ele também afirmou que os Estados Unidos não querem usar o software da sua empresa por razões políticas, e chamou as alegações de "teorias da conspiração, infundadas".
Kaspersky é um dos muitos "oligarcas" russos mencionados na Lei de Combate aos Adversários da América por meio de Sanções, CAATSA, sancionada pelo presidente Donald Trump em 2017.

### Alegada falsificação de antivírus
Em agosto de 2015, dois ex-funcionários da Kaspersky alegaram que a empresa introduziu arquivos modificados no banco de dados de antivírus da comunidade do VirusTotal para enganar os programas de seus rivais, levando-os a falsos positivos. O resultado dos falsos positivos era que arquivos importantes não infectados seriam desabilitados ou excluídos. As alegações também afirmam que o próprio Kaspersky ordenou algumas das ações, visando especificamente concorrentes, incluindo empresas chinesas que ele sentiu que estavam copiando seu software. E-mails datados de 2009, dois anos após Kaspersky se tornar CEO, teriam vazado para a Reuters, um dos quais teria Kaspersky ameaçando ir atrás dos concorrentes "apagando-os no banheiro", usando uma frase popularizada por Vladimir Putin. A empresa negou as acusações.

## Ranking daForbes
Kaspersky foi classificado em 1567.º lugar na "Lista dos Bilionários de 2017" da Forbes, com um patrimônio líquido de 1,3 bilhão de dólares americanos (em março de 2017). Fez parte da lista pela primeira vez em 2015, quando seu patrimônio líquido atingiu 1 bilhão de dólares americanos.

## Vida pessoal
Kaspersky mora em Moscou, Rússia, com sua esposa e seus quatro filhos. Ele e a sua primeira esposa se divorciaram em 1998. Em 21 de abril de 2011, seu filho, Ivan, então com 20 anos, foi sequestrado. Um resgate de 4,4 milhões de dólares foi solicitado. Kaspersky trabalhou com um amigo no FSB e na polícia russa para rastrear a ligação do negociante. Montaram uma armadilha que proporcionou o resgate de seu filho e a prisão de muitos dos sequestradores. O incidente teve influência no senso de segurança pessoal de Kaspersky, que agora viaja com um guarda-costas e equipe de segurança.
Kaspersky é uma das pessoas mais ricas da Rússia. Seu patrimônio líquido é de cerca de 1 bilhão de dólares americanos. De acordo com a Wired, "manteve a imagem de um homem selvagem com dinheiro para queimar". Kaspersky tem interesse em corridas e dirige seus carros esportivos em pistas de corrida como hobby. Patrocina vários "projetos científicos ou peculiares", como a equipe de corrida de Fórmula 1 da Ferrari ou escavações arqueológicas em Acrotíri (cidade pré-histórica). Kaspersky possui um BMW M3. Descreve-se como um "viciado em adrenalina", tendo feito caminhadas em vulcões na Rússia e reservado uma viagem ao espaço na Virgin Galactic. Kaspersky viaja com frequência e escreve sobre as suas experiências em seu blog pessoal. Como hobby, também gosta de fotografia.
Kaspersky é conhecido por evitar trajes formais, normalmente vestindo jeans e uma camisa. Apoia projetos e competições universitárias na área de segurança de TI.